# Trina Hosmer
Trina Arlene Barton Hosmer (* 28. März 1948 in Watertown, New York) ist eine ehemalige US-amerikanische Skilangläuferin.
Barton nahm 1972 an den Olympischen Winterspielen in Sapporo, Japan teil. Beim Wettkampf über zehn Kilometer konnte sie den 41. Platz erreichen. Auf Grund ihrer körperlichen Fitness war sie auch in der Leichtathletik über 1500 Meter auf nationaler Ebene erfolgreich. Heute tritt sie im Langlauf bei Masterswettbewerben an.
Barton studierte an der University of Vermont, schloss dieses 1966 ab und erlange 1968 ihren Masterabschluss. Später arbeitete sie an der University of Massachusetts und als Langlauflehrer.